# Elizabeth Blackwell
Elizabeth Blackwell (ur. 3 lutego 1821 w Bristolu, zm. 31 maja 1910) – pierwsza amerykańska i brytyjska dyplomowana lekarka, feministka, walcząca o prawa kobiet i zniesienie niewolnictwa.
Urodziła się w Anglii w rodzinie zamożnego właściciela cukrowni, który zadbał o staranne wykształcenie swoich dziewięciorga dzieci. W 1832 rodzina przeniosła się do Stanów Zjednoczonych, gdzie założyli cukrownię w Nowym Jorku. Po śmierci ojca, Elizabeth zaczęła pracować jako nauczycielka. Chcąc zostać lekarzem, wynajęła mieszkanie w domu lekarza i uczyła się sama medycyny, korzystając z jego domowej biblioteki. Za przykładem swojego brata Henry’ego Brown Blackwell’a (męża sławnej feministki Lucy Stone), została abolicjonistką, walczącą o prawa Afroamerykanów. Zaprzyjaźniła się z Harriet Beecher Stowe. Inny brat Elizabeth – Samuel C. Blackwell – również ożenił się ze znaną feministką Antoinette Brown.
Elizabeth starała się o przyjęcie na studia w wielu uczelniach medycznych, jednak zawsze odmawiano jej jako kobiecie. Dopiero mało znana szkoła Geneva College w Nowym Jorku, przyjęła ją na studia na skutek nieporozumienia. Władze szkoły uzależniły przyjęcie Elizabeth od tego, czy studenci zaakceptują to w głosowaniu. Studenci uznali to za żart, że kobieta ma zostać studentką i przekornie głosowali za jej kandydaturą.
W czasie studiów Elizabeth musiała zmagać się z nietolerancją i dyskryminacją ze strony studentów i wykładowców, np. musiała przeforsować swoją obecność w czasie sekcji męskich genitaliów. 11 stycznia 1849 przyznano jej jako pierwszej kobiecie w USA tytuł doktora medycyny (w dodatku z pierwszą lokatą).
Jednak jako kobieta nie mogła znaleźć nigdzie zatrudnienia i założyła w Nowym Jorku własny szpitalik dla ubogich kobiet i dzieci. Podczas wojny secesyjnej zaczęła szkolić pielęgniarki, felczerów i lekarzy. Gdy amerykańskie szpitale w dalszym ciągu odmawiały współpracy z nią, założyła w Nowym Jorku własny szpital kliniczny, gdzie zatrudniła lekarki: swoją siostrę Emily Blackwell i Marię E. Zakrzewską. Napisała poradnik dla studentek medycyny The Moral Education of the Young oraz autobiografię Pioneer Work in Opening the Medical Profession to Women (1895).
W 1869 wróciła do Wielkiej Brytanii, gdzie wspólnie z Florence Nightingale otworzyła Women’s Medical College, a następnie wykładała w nowo utworzonej London School of Medicine for Women i została pierwszą brytyjską dyplomowaną lekarką. Na emeryturę przeszła w wieku 86 lat. Została pochowana na wiejskim cmentarzyku w Szkocji.